# Alvin Roth
Alvin Eliot Roth (New York, 18 december 1951) is een Amerikaans wetenschapper, econoom en Nobelprijswinnaar. Roth kreeg in 2012 de Prijs van de Zweedse Rijksbank voor economie (die hij deelde met Lloyd Shapley) voor hun onderzoek naar de manier waarop allerlei zaken in de economie worden gematcht. Hij is verbonden aan Stanford en de Harvard Business School.
1969: Frisch, Tinbergen ·
1970 : Samuelson ·
1971: Kuznets ·
1972: Hicks, Arrow ·
1973: Leontief ·
1974: Myrdal, Hayek ·
1975: Kantorovitsj, Koopmans ·
1976: Friedman ·
1977: Ohlin, Meade ·
1978: Simon ·
1979: Schultz, Lewis ·
1980: Klein ·
1981: Tobin ·
1982: Stigler ·
1983: Debreu ·
1984: Stone ·
1985: Modigliani ·
1986: Buchanan ·
1987: Solow ·
1988: Allais ·
1989: Haavelmo ·
1990: Markowitz, Miller, Sharpe ·
1991: Coase ·
1992: Becker ·
1993: Fogel, North ·
1994: Harsanyi, Nash, Selten ·
1995: Lucas ·
1996: Mirrlees, Vickrey ·
1997: Merton, Scholes ·
1998: Sen ·
1999: Mundell ·
2000: Heckman, McFadden ·
2001: Akerlof, Spence, Stiglitz ·
2002: Kahneman, Smith ·
2003: Engle, Granger ·
2004: Kydland, Prescott ·
2005: Aumann, Schelling ·
2006: Phelps ·
2007: Hurwicz, Maskin, Myerson ·
2008: Krugman ·
2009: Ostrom, Williamson ·
2010: Diamond, Mortensen, Pissarides ·
2011: Sims, Sargent ·
2012: Roth, Shapley  ·
2013: Fama, Hansen, Shiller  ·
2014: Tirole  ·
2015: Deaton  ·
2016: Hart, Holmström ·
2017: Thaler ·
2018: Nordhaus, Romer ·
2019: Banerjee, Duflo, Kremer ·
2020: Milgrom, Wilson ·
2021: Imbens, Angrist, Card ·
2022: Bernanke, Diamond, Dybvig ·
2023: Goldin ·
2024: Acemoglu, Johnson, Robinson
- Bibsys: 90185284
- Biblioteca Nacional de España: XX5638833
- Bibliothèque nationale de France: cb12278169d (data)
- Catàleg d'autoritats de noms i títols de Catalunya: 981058602796706706
- CiNii: DA01700212
- DBLP: 40/4003
- Gemeinsame Normdatei: 124734057
- International Standard Name Identifier: 0000 0001 1081 7290
- Library of Congress Control Number: n79103247
- Nationale Bibliotheek van Letland: 000033896
- Mathematics Genealogy Project: 168992
- Bibliotheek van het Japanse parlement: 001231370
- Nationale Bibliotheek van Tsjechië: jn19990007171
- Nationale Bibliotheek van Israël: 987007267383805171
- Nationale Bibliotheek van Polen: a0000003020075
- Nederlandse Thesaurus van Auteursnamen: 067508839
- ORCID: 0000-0002-8834-6481
- SNAC: w6c04374
- Système universitaire de documentation: 031597912
- Virtual International Authority File: 109190323
- WorldCat: E39PBJkhJwRtRFt74QYFK6FdwC